# Isabel II (Vieques)
Isabel II es un barrio-pueblo ubicado en el isla-municipio de Vieques en el estado libre asociado de Puerto Rico. Es municipio capital de la isla de Vieques. En el Censo de 2010 tenía una población de 1207 habitantes y una densidad poblacional de 930,19 personas por km².

## Historia

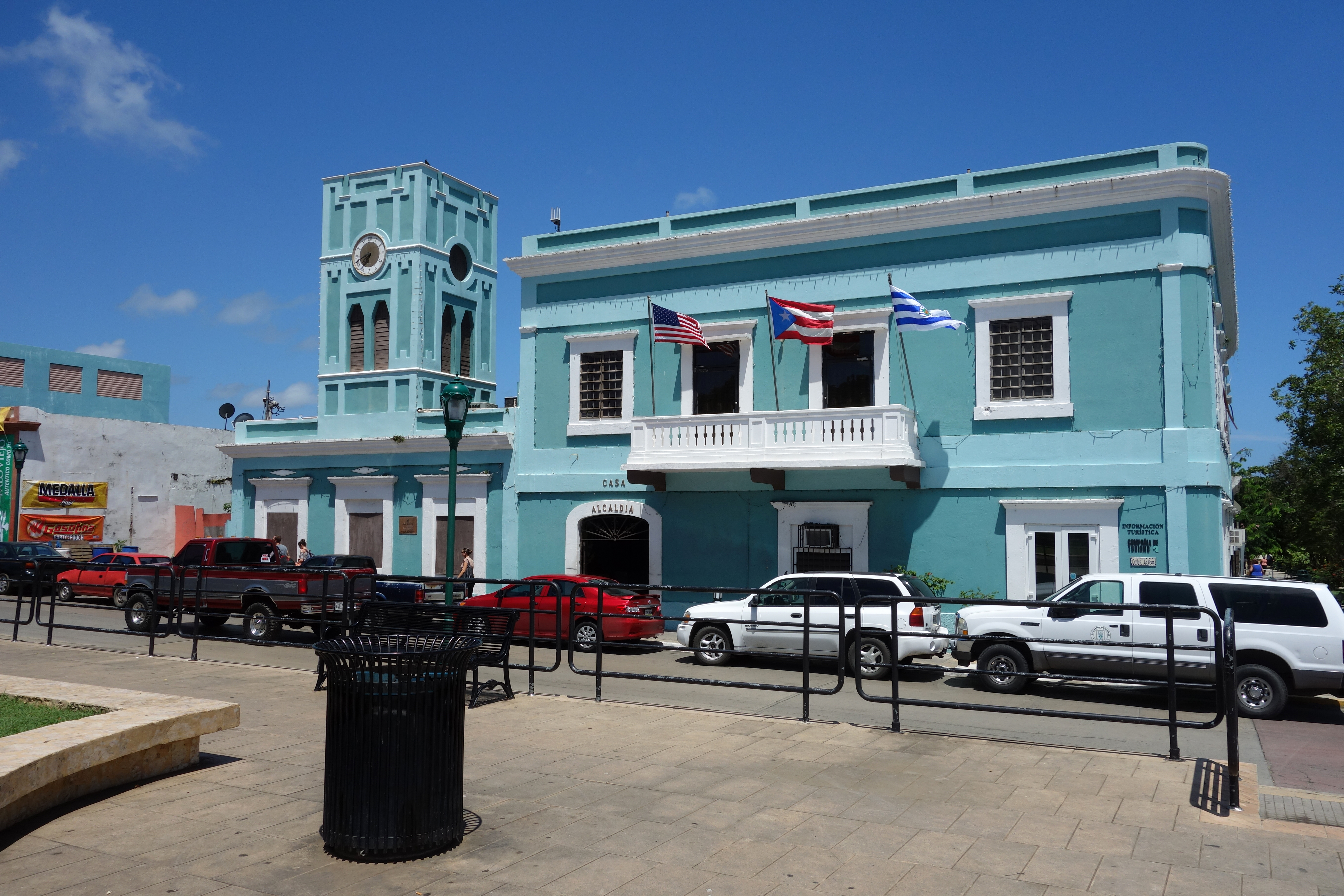
Casa Alcaldía de Vieques, en Isabel Segunda.

El pueblo de Isabel II fue fundado por los españoles en tiempos de la provincia de ultramar de Puerto Rico, en 1843. Se trata de la primera fundación permanente y civil moderna de la isla de Vieques, y su nombre es el de la reina de España Isabel II, quien gobernaba la corona española desde 1833 y a quien dedicaron el nombre de la nueva villa. 
El pueblo surgió ligado al fortín construido por el ejército de España conocido popularmente como "el Fuerte" (1843-1847). Anteriormente existió en el emplazamiento del Fuerte una pequeña fortificación británica en estado ruinoso y abandonada desde 1753, cuando fue destruida por la Armada Española. En 1882 la población de Isabel II va en aumento, siendo reconocida Isabel II como capital de la isla de Vieques y como barrios de Isabel II los núcleos de población de "el Pueblo", "Ferre", "Florida", "Llave", "Puerto-Real", "Punta-Arenas", "Mosquitos" y "Mula". Contaba toda la isla en aquella época con 3000 habitantes.

## Geografía

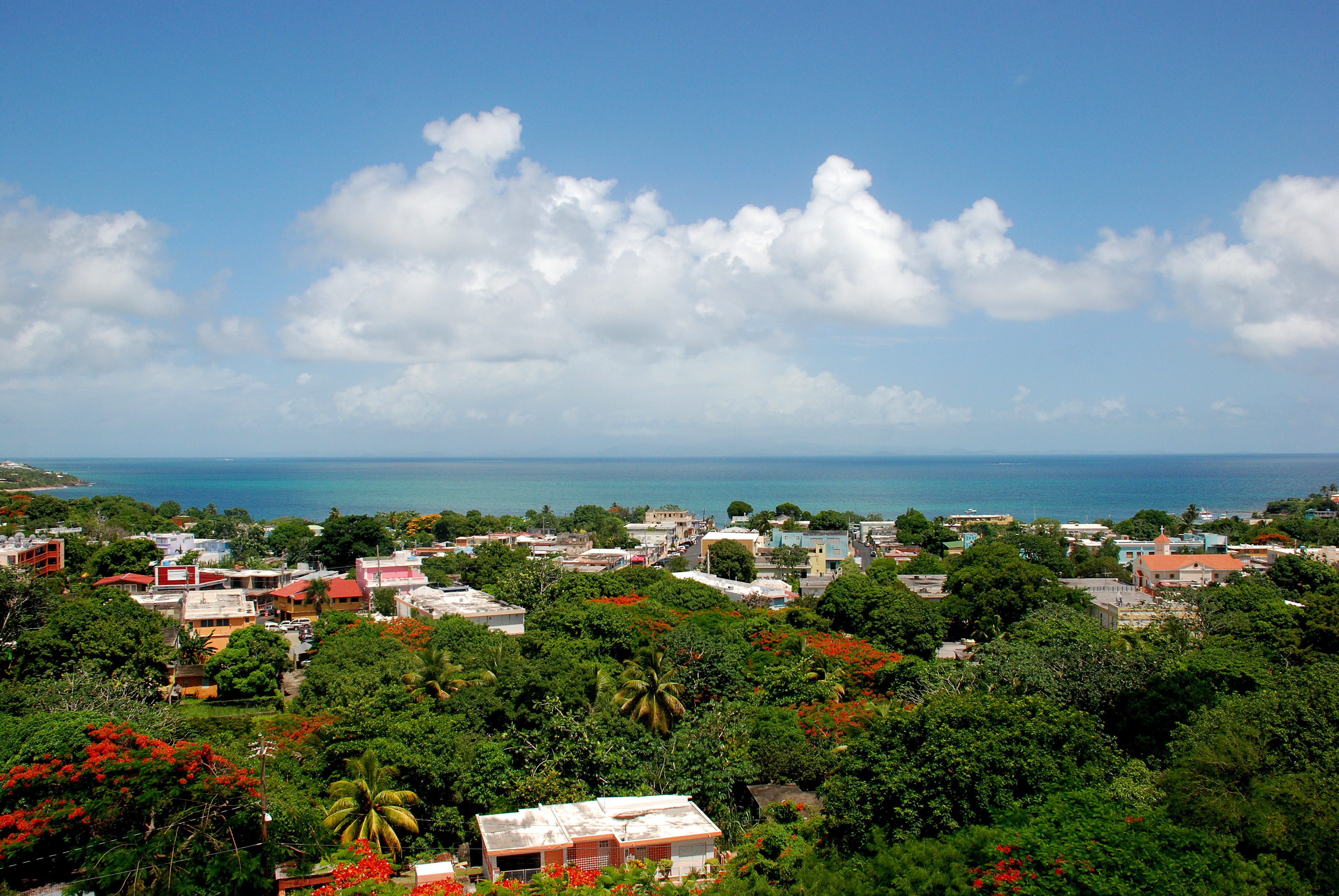
Vista panorámica de Isabel Segunda.

Isabel II se encuentra ubicado en las coordenadas 18°8′51″N 65°26′34″O / 18.14750, -65.44278. Según la Oficina del Censo de los Estados Unidos, Isabel II tiene una superficie total de 1.3 km², de la cual 0.93 km² corresponden a tierra firme y (28.54%) 0.37 km² es agua.

## Demografía
Según el censo de 2010, había 1207 personas residiendo en Isabel II. La densidad de población era de 930,19 hab./km². De los 1207 habitantes, Isabel II estaba compuesto por el 63.05% blancos, el 28.09% eran afroamericanos, el 0.41% eran amerindios, el 0.08% eran asiáticos, el 5.8% eran de otras razas y el 2.57% pertenecían a dos o más razas. Del total de la población el 94.28% eran hispanos o latinos de cualquier raza.

## Sectores

Mapa de la isla Vieques.

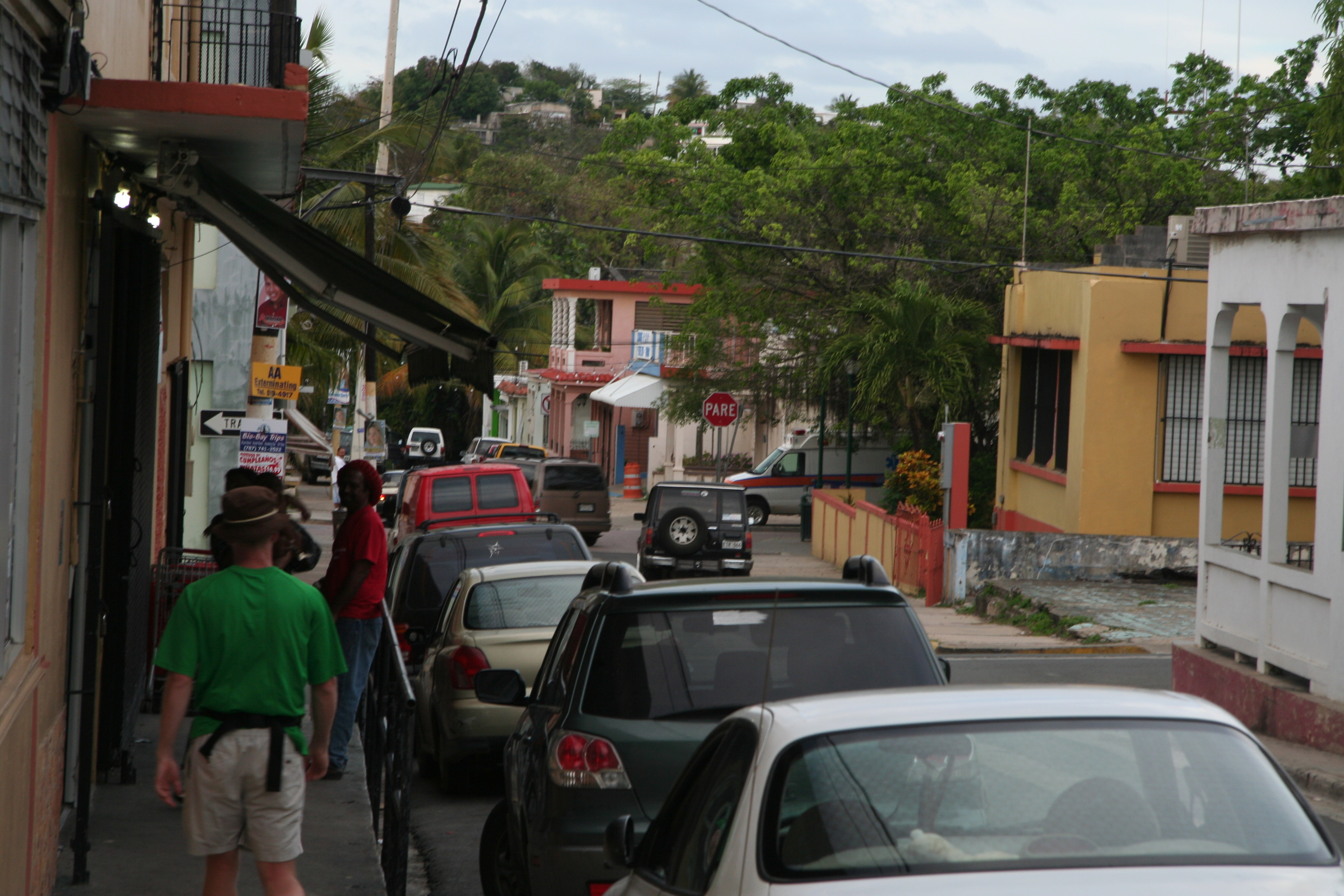
Calle en Isabel II, año 2008.

El municipio de Isabel II está compuesto actualmente por las siguientes calles y barrios: 
- zona "el pueblo": calles Apolonia Gittings, Baldiorioty de Castro, Benítez Guzmán, Benítez Castaño, Buena Vista, Carlos Lebrón, El Fuerte, Iglesias, Igualdad, José G. Sueiro, M. García, Martínes Nadal, Matienzo, Miramar, Muñoz Rivera, Plinio Peterson, Progreso, Prudencio Quiñones, Regimiento 65 de Infantería, Victor Duteill y Victoria. En esta zona se encuentran los edificios históricos, el pueblo viejo, el Fuerte y el cementerio antiguo.
- barrio "las marías" (conocida también como urbanización "las marías"): calles Acuario, Aries, Capricornio, Escorpio, Géminis, Libra y Sagitario. Barrio moderno, en esta zona se encuentran la iglesia apostólica y el centro médico de "las marías".
- barrio "el cañón": situado entre la zona del pueblo y el barrio "las marías". Se trata de viviendas dispersas y zonas de vegetación natural que comienzan tras el cementerio antiguo. Calles El cañón y la paralela a la calle Miramar, actualmente sin nombre, que será nombrada como Manuel Fernández Juncos. En esta zona se encuentra la escuela "Maria Simons".
- barrio "moscou": calles Conde de Mirasol y calle paralela a ésta sin nombre, que será nombrada como Mónica Puig. Situado en la proximidades del Fuerte de Mirasol hacia el interior de la isla. Barrio moderno.

Debido al crecimiento demográfico de las zonas más próximas al pueblo de Isabel II y con fines de mejorar la calidad de los servicios a los ciudadanos se ha propuesto alterar los antiguos límites del municipio de Isabel II, ampliando e incluyendo dentro de Isabel II todo el barrio "el cañón" (antes una parte de este barrio pertenecía a la Florida) así como el barrio "las marías" haciendo la calle Escorpio de nueva frontera municipal entre Isabel II y la Florida. La propuesta incluye hacer de la zona restante de la Florida por su población y extensión un nuevo municipio independiente de Isabel II y que sería el segundo municipio de la isla de Vieques, que tendría ayuntamiento propio en la zona de "proyecto barracón" (calles Aquamarina, Ámbar, etc). Según esta misma propuesta, el resto de la isla de Vieques excepto "la Florida" con las modificaciones anteriormente mencionadas seguiría siendo administrada desde Isabel II.